# حمزة إدريس
حمزة إدريس فلاته لاعب كرة قدم سعودي سابق. لعب لأندية أحد والاتحاد، كما مثل المنتخب السعودي.
يلقب محليا «بالبرق»، وبين جماهيره بـ «حمزة جول» وذلك بسبب انه صعد مع فريقة السابق نادي أحد السعودي من المدينة المنورة إلى الدرجة الممتازة مرتين موسم 1991 م وكذلك موسم 1993 م وحصل على هداف الدرجة الأولى مره عام 1993 م. حصل حمزه إدريس على جائزة أفضل لاعب عام 2010.

## نبذة عن مسيرته الكروية
وجاءت بداية هذه الموهبة الهجومية الفذة في حواري المدينة المنورة حين لم يتجاوز حينها ال 11 من عمره، والتحق بنادي الأنصار مع شقيقه الحارس المعتزل عمر إدريس، ولعب في مركز الحراسة لمدة ثلاثة أشهر لم يجد خلالها أي اهتمام.
وسجل في نادي أُحد وعمره 14 سنة، وتدرج في كرة القدم بجميع فئاتها السنية في النادي والمنتخب، ومن ثم برغبة منه انتقل إلى نادي الاتحاد الجماهيري، وحتى يكون قريبا من أهله، بعد أن رفض العروض التي تلقاها من الهلال والنصر في ذلك الوقت مقابل مبلغ اقترب من ال ثلاثة ملايين ريال.
وفي انتقاله لم يساوم فريقه بأي مبلغ لقناعته ومساهمة منه لناديه السابق أُحد. وانضم حمزة إلى فريق نادي الاتحاد عام 1995، ولكنة اصيب اصابة بالغة في مباراة ودية ضل حبيس الجبس لمدة ثمانية أشهر.
واتيحت لة الفرصة للمشاركة أساسي في موسم 1419 هـ 1999 م وارتبط اسم اللاعب حمزة ادريس بنادي الاتحاد السعودي وذلك لسبب انه منقذ الفريق في العديد من المباريات الحاسمه والمهمة.
حصل على المركز الثالث بين هدافى العالم في لعام 2000 برصيد 33 هدف، كما تمكن من إنجاز رقم قياسي لاكثر عدد اهداف سجلت في الدوري السعودي بـ33 هدف.
ومن المعلوم ان حمزة يمتاز بتسجيل الهدف من جزء فرصه، يمتاز بالأخلاق العالية داخل الملعب وخارجه، احب الناس فأحبه الناس، أحد اللاعبين القلائل في السعودية الذي يجد دعما من جميع الجماهير بجميع ميولها. لم يحصل على أي كروت حمراء أو صفراء ماعدا واحده حمراء اجمع عليه المحللون انه سوء تقدير من الحكم.

## بطاقته الشخصية
- حمزة سعيد إدريس فلاتة
- من مواليد 9 أكتوبر عام 1972 م.
- متزوج ولديه أبناء أكبرهم موفق.
- ويحمل شهادة البكالوريوس من جامعة الملك عبد العزيز بجدة.. تخصص تربية رياضية.

## إنجازاته الجماعية مع الفريق
- بطولة دوري الدرجة الأولى مع فريقة السابق أحد عام 1991 م
- بطولة دوري الدرجة الأولى مع فريق أحد للمره الثانية 1993 م
- كأس الكؤس الآسيوية 1419 هـ.
- كأس دوري خادم الحرمين الشريفين 1419 هـ.
- كأس دوري خادم الحرمين الشريفين 1420 هـ.
- كأس دوري خادم الحرمين الشريفين 1421 هـ.
- كأس دوري خادم الحرمين الشريفين 1423 هـ.
- كأس ولي العهد موسم 1424 هـ
- كأس دوري خادم الحرمين الشريفين 1427 هـ.
- كأس الاتحاد السعودي 1419 هـ.
- كأس الخليج للأندية 1419 هـ.
- السوبر السعودي المصري 1421 هـ.
- السوبر السعودي المصري 1423 هـ.
- دوري أبطال العرب 1425 هـ.
- دوري أبطال آسيا 1424 هـ.
- دوري أبطال آسيا 1426 هـ.

## إنجازاته مع المنتخب
شارك المنتخب الأول والشباب في حوالي 70 مباراة دولية مع المنتخب سجل من خلالها 30 هدفا، وذلك بتدرجه من ناشئين ثم شباب ثم أولمبي ثم فريق أول؛
إذ يعد من المهاجمين القلائل على مر تأريخ المنتخب السعودي المتدرجين سنيا، وأيضا يعتبر من اللاعبين المميزين كونه قدم للمنتخب عن طريق نادي أحد (درجة أولى). ولم يشارك كثيرآ مع المنتخب بسبب جلوسة على مقاعد الاحتياط.
- سجل للمنتخب الأول (24) هدف.
- وسجل منها 4 أهداف في تصفيات كأس العالم 94
- أسهم في حصول المنتخب لكأس آسيا 96 م.
- شارك في أولمبياد أتلانتا عام 96 م.
- شارك مع المنتخب السعودي في بطولة القارات عام 1999 م.
- وصل مع المنتخب السعودي لنهائي كأس آسيا عام 2000 م.

## أولويات حمزة
أول مباراة رسمية لعبها في حياته كانت مع ناديه السابق أحد ضد نادي الكوكب عام 1408 هــ.
أول هدف سجله حمزة في تاريخه الرياضي كان في مرمى الكوكب.
أول مباراة له مع الاتحاد أمام النجمة في كأس الأمير فيصل بن فهد.
أول مشاركة مع المنتخب كانت عام 93 م في تصفيات كأس العالم.
أول هدف سجله مع الاتحاد كان ضد الأهلي عام 1419 هـ.
أول هدف سجله مع المنتخب كان مع منتخب الشباب أمام عمان.
أول حالة طرد في حياته كانت في مباراة فريقه الاتحاد أمام الأهلي في نهائي ولي العهد عام 1422 هـ وهي الوحيدة في حياته.
أول لقب هداف حققه مع نادي أحد في دوري الدرجة الأولى عام 1993 م
أول لاعب يسجل أعلى رصيد في الدوري السعودي برصيد33 هدفاً.
أول هدية تلقاها في حياته كانت من يد الأمير عبد المجيد ي أثناء توليه ي إمارة منطقة المدينة المنورة وكانت عبارة عن هدية خاصة من سموه.

## اعتزاله
وبفوز الاتحاد الأخيرة بكأس دوري الحرمين الشريفين امام الهلال 2006/2007 أعلن حمزة وداعيته عن الملاعب وفي رصيده أكثر من 12 بطولة وإنجازات مع المنتخبات السعودية، وعدد كبير من الألقاب الشخصية والقياسية.
وفي يوم 31 ديسمبر 2009 اقيمت مباراة عتزالة ضد فريق يوفينتوس الإيطالي وشاركوا بعض النجوم العرب بقميص الاتحاد. واتجه بعد ذلك لمجال التدريب حيث عمل كمساعد لمدرب فريق الاتحاد منذ عام 2008 إلى بداية عام 2011، قبل أن ينتقل للتحليل الفني، وهو الآن يعمل في القناة الرياضية السعودية.

## روابط خارجية
- حمزة إدريس على موقع الاتحاد الدولي (مؤرشف)  (الإنجليزية)
- حمزة إدريس على موقع قاعدة بيانات كرة القدم.إي يو (الإنجليزية)
- حمزة إدريس على موقع ناشيونال فوتبول تيمز (الإنجليزية)
- حمزة إدريس على موقع عالم كرة القدم.نت (الإنجليزية)
- حمزة إدريس على موقع كووورة
- حمزة إدريس على موقع أوليمبيديا (الإنجليزية)